# Tom Lampert
Tom Lampert (* 1962 in Boston) ist ein US-amerikanischer Politikwissenschaftler und Schriftsteller.
Lampert studierte Politikwissenschaft in Stanford und promovierte an der Cornell University über Max Weber. Seit 1998 ist er als freier Übersetzer und Wissenschaftsautor tätig. Er lebt in Berlin.
Nach mehrjährigen Recherchen in deutschen, amerikanischen, polnischen und holländischen Archiven über die deutsche Gesellschaft zur Zeit des Nationalsozialismus und den Holocaust veröffentlichte er 2001 die viel beachtete Studie Ein einziges Leben, in der er die Lebensgeschichten von acht Tätern und Opfern nachzeichnet. Darüber hinaus forschte er unter anderem über „beschlagnahmte Wertsachen französischer Juden im besetzten Frankreich“.

## Werke
- Ein einziges Leben. Acht Geschichten aus dem Krieg. München; Wien: Hanser, 2001. ISBN 3-446-20075-4 (erweiterte Taschenbuchausgabe: München: dtv, 2003, ISBN 3-423-34029-0).

Dokumente
- Bedenke die Form! Der amerikanische Politikwissenschaftler Tom Lampert im Gespräch mit Heinz Bude und Thomas Medicus, in: Mittelweg 36, Zeitschrift des Hamburger Instituts für Sozialforschung, 15. Jahrgang, Heft 3, Juni/Juli 2006, S. 16–28, ISBN 978-3-936096-26-2.